# The Big Fisherman
The Big Fisherman és un péplum americà sobre la vida de Sant Pere, dirigida per Frank Borzage i estrenada l'any 1959. Aquesta va ser la primera pel·lícula rodada en Panavision 70.

## Argument
Després de la mort de la seva mare, Fara vol matar el seu pare Hérode Antipas, tétrarca de Galilea, que l'havia abandonada. Fara és albergat per Simon (el futur Sant Pere), i junts coneixen Jesus de Natzaret. Simon es converteix, però Fara continua amb el seu objectiu, però a punt de realitzar-lo, es converteix.

## Repartiment
- Howard Keel: Simon Pere
- Susan Kohner: Fara
- John Saxon: Voldi
- Martha Hyer: Herodies
- Herbert Lom: Herodes Antipas
- Ray Stricklyn: Deran
- Marian Seldes: Arnon
- Alexander Scourby: David Ben-Zadok
- Beulah Bondi: Hannah
- Jay Barney: Joan Baptista
- Charlotte Fletcher: Rennah
- Mark Dana: Zendi
- Rhodes Reason: Sant Andreu apòstol
- Henry Brandon: Mencius
- Brian G. Hutton: Joan apòstol
- Thomas Troupe: Sant Jaume
- Marianne Stewart: Ione
- Jonathan Harris: Lysias
- Leonard Mudie: Ilderan
- Peter Adams: Herodes Felip II
- Jo Gilbert: Deborah
- Michael Mark: Innkeeper
- Joe Di Reda: assassí
- Stuart Randall: Aretas
- Herbert Rudley: Tiberius
- Phillip Pine: Lucius
- Francis McDonald: escriba
- Perry Ivins: fariseu

## Nominacions
- La pel·lícula ha estat nominada a 3 Oscars: 
  - Oscar al millor vestuari: Renié
  - Oscar a la millor direcció artística: John DeCuir
  - Oscar a la millor fotografia: Lee Garmes

## Al voltant de la pel·lícula
- Segons una nota a la fitxa de la pel·lícula al lloc de l'AFI, el productor Rowland V. Lee creia que Jesús estava "més enllà de la comprensió humana", i és la raó per la qual la cara de Jesús no és mostrat en la pel·lícula, i fins i tot el nom de l'actor que posa la seva veu havia de quedar en secret.